# Права народна странка
Права народна странка, позната и као Праваши, била је политичка странка у Књажевини и Краљевини Црној Гори, коју је предводио Лазар Мијушковић, која је представљала владу и владавину књаза, касније краља Николе I. Значајни чланови станке су били Јован С. Пламенац, Митар Радуловић, Нико Татар и генерал Крсто Поповић. Црногорска политичка сцена била је подијељена по питању подршке краљу Николи I и одржању независности Црне Горе, и уједињењу Србије и Црне Горе под династијом Карађорђевићи, што је заговарала опозициона Народна странка.

## Историја
Странку је 1907. године основао књаз Никола I, као резултат бојкота Народне странке на изборима као знак протеста због лоших односа Црне Горе са Србијом. Праваши су подржали Николину владавину и прогласили га за краља 1910. године.
На изборима 1913. године, учествовале су обје странке, и Народна странка је поразила Праву народну странку, освајајући већину у скупштини. У свјетлу предстојећег свјетског рата, Права народна станка се поновно придружила Народној странци и у свој програм укључује уједињење Србије и Црне Горе.